# Ivo Santos
Ivo Pereira dos Santos foi um destacado compositor brasileiro, cuja carreira se desenvolveu principalmente nas décadas de 1950 e 1960. Ele é amplamente reconhecido por sua colaboração com Raul Sampaio, com quem criou diversas canções marcantes. Silva começou sua carreira musical com a gravação de Papai dos coroas por Moreira da Silva em 1950.
Ao longo dos anos, Silva compôs cançõesnotáveis, como Só Você e Baião da Ximbica, que foram gravadas por Ademilde Fonseca e Jorge Veiga, respectivamente. Suas composições foram interpretadas por diversos artistas renomados da época, incluindo Orlando Silva e Alcides Gerardi.
Em parceria com Raul Sampaio, Silva produziu sucessos como Namoro da vovó, Solução e Eu chorarei amanhã, ampliando sua influência na música popular brasileira.

## Biografia
Carreira
Ivo Silva começou sua carreira musical com a composição Papai dos coroas, gravada por Moreira da Silva em 1950. Sua primeira grande colaboração foi com Bruno Gomes, resultando no samba Só Você, gravado por Ademilde Fonseca em 1952. Ao longo dos anos, Silva trabalhou com outros compositores notáveis como Ari Cordovil e Haroldo Lobo.
Em 1954, Silva, juntamente com Ari Cordovil e Gil Lima, compôs o choro Força do destino, gravado por Gilberto Alves. Ele também trabalhou com Alcides Gerardi e Arnô Canegal em músicas como Ninguém tem dó. Em 1955, sua parceria com Raul Sampaio produziu Namoro da vovó, que foi gravado por Orlando Silva.
Silva continuou a colaborar com Sampaio e outros compositores, resultando em sucessos como Eu chorarei amanhã e Solução. Suas músicas foram interpretadas por vários artistas de destaque, incluindo Jorge Goulart, Violeta Cavalcanti e Carlos Galhardo.
Legado
O trabalho de Ivo Silva deixou uma marca duradoura na música brasileira. Sua colaboração com Raul Sampaio e outros compositores ajudou a moldar o repertório da música popular brasileira da época. Silva é lembrado por suas contribuições à música e por sua influência em diversos artistas e compositores.

## Colaboração com Raul Sampaio
colaboração entre Silva e Sampaio é um dos aspectos mais notáveis de sua carreira. Juntos, eles compuseram canções que foram bem recebidas e apreciadas pelo público. Essa parceria é uma parte importante de sua contribuição para a música brasileira.
Algumas das músicas compostas pelos dois em parceria, são:

Namoro da Vovó - Gravada por Orlando Silva em 1955.
Eu Chorarei Amanhã - Gravada por Orlando Silva em 1957
Marcha do Vira - Gravada por Orlando Silva em 1955
Solução - Gravada por Jorge Veiga em 1956 e também por Venilton Santos em 1957.
Só Você Nada Mais - Gravada por Mário Gil na Polydor em 1956.
.